# 백색성보
《백색성보》(白色城堡)는 2023년 방송되었던 중국의 드라마이다.

## 소개
- 의학 박사를 취득 후 순조롭게 루이런병원 인턴으로 들어간 왕양밍이 루칭치, 주원다, 류페이와 '응급실4총사'를 결성해 거듭되는 응급 상황들 앞에서 인생, 꿈 그리고 생명에 대한 충돌과 고민들을 겪으며 낙관적으로 인생을 대처하고 의사를 꿈을 지키는 이야기

## 등장 인물
- 펑관잉 - 왕양밍 역
- 도송암 - 류칭치 역
- 개월희 (蓋玥希) - 멍자오양 역
- 가오신 - 주원다 역
- 웅재기 - 류페이 역
- 황소뢰 (黃小蕾) - 왕환 역
- 천슈 - 관링 역
- 시시 (施詩) - 바오샤오취에 역
- 장지견 (張志堅) - 리우빈허 역
- 장신광 (Morni Chang) - 멍리산 역
- 마원 (馬元) - 샹양 역
- 어명가 (於明加) - 천샤오쥐안 역
- 손호 (孫浩) - 임주임 역
- 오행건 (吳幸鍵) - 왕챵 역
- 양려 (梁麗) - 위칭윈 역

## 참고 사항
- 왕양밍 역을 맡은 펑관잉은 박빙이 종영한지 2개월만에 출연하는 작품이기도 하다
- 극중 류칭치와 관링 역을 맡은 도송암과 천슈는 재일기 이후 3년만에 재회하였다